# Эллис, Перри
Пе́рри Э́двин Э́ллис (англ. Perry Edwin Ellis; 3 марта 1940 — 30 мая 1986) — американский модельер. Основатель одноимённого бренда мужской одежды.

## Ранние годы
Эллис родился в Портсмуте, штат Виргиния. Он был единственным ребёнком в семье Эдвина Элиса, владельца компании по продаже печного топлива, и Уинифред Рантри Эллис (1914—2010). В 1957 году Эллис окончил старшую школу Вудроу Уилсона, после чего поступил в колледж Вильгельма и Марии, который окончил в 1961 году со степенью бакалавра делового администрирования. С целью избежания воинской обязанности Эллис вступил в резерв Береговой охраны США. В 1963 году он окончил Нью-Йоркский университет со степенью магистра в розничной торговли.

## Карьера
Эллис начинал свою карьеру в Ричмонде, штат Виргиния, где работал в магазине розничной торговли Miller & Rhoads. Проживая в Ричмонде, он также соосновал магазин A Sunny Day, прежде чем присоединился к компании John Meyer of Norwich в Нью-Йорке. В середине 1970-х годов Эллису поступило предложение создать коллекцию от The Vera Companies, вскоре после чего, в 1976 году, он представил свою первую коллекцию женской спортивной одежды, получившей название «Portfolio».
В 1978 году Эллис, совместно с Manhattan Industries, основал свой собственный бренд Perry Ellis International.
С 1984 по 1986 год Эллис занимал должность президента Совета модельеров Америки.

## Личная жизнь
В 1981 году у Эллиса начались отношения с адвокатом Лафлином Баркером (1948—1986). Они оставались вместе до смерти Баркера в январе 1986 года.
В ноябре 1984 года у Эллиса и его подруги, телевизионного продюсера Барбары Галлахер, родилась дочь, Тайлер Александра Галлахер Эллис, зачатая при помощи искусственного оплодотворения.

## Болезнь и смерть
В октябре 1985 года, после того, как заметно похудевший и постаревший Эллис появился на показе новой коллекции его бренда, в прессе начали распространяться слухи о том, что он болен СПИДом. Одновременно с этим его партнёр Лафлин Баркер проходил курс химиотерапии от саркомы Капоши — связанного со СПИДом рака. Эллис отрицал, что болен СПИДом, однако слухи усилились после того, как он потерял сознание, находясь в очереди на вечеринку, проходившую в Институте костюма. 2 января 1986 года Лафлин Баркер скончался от рака лёгких в их с Эллисом доме на Манхэттене. Вскоре после смерти Баркера здоровье Эллиса начало стремительно ухудшаться. К маю 1986 года он заразился вирусным энцефалитом, что вызвало паралич мышц одной половины лица. Несмотря на это, Эллис настоял на своём появлении на показе новой коллекции 8 мая, однако из-за слабости ему потребовалась поддержка двух ассистентов при передвижении. В тот же день он был госпитализирован и вскоре впал в кому. Он скончался в результате вирусного энцефалита 30 мая 1986 года. Представитель компании Эллиса не прокомментировал, скончался ли Эллис от СПИДа, заявив, что «такими были пожелания Перри».